# Vallorbe
Vallorbe är en ort och kommun i distriktet Jura-Nord vaudois i kantonen Vaud, Schweiz. Kommunen har 4 097 invånare (2023). I kommunen ligger även byn Le Day.
Kommunen gränsar i väster mot Frankrike och Vallorbe är gränsstation på järnvägen Paris-Dijon-Vallorbe-Lausanne-Milano. 